# Église Saint-Pierre-aux-Liens de Vesseaux
L'église Saint-Pierre-aux-Liens est une église située en France sur la commune de Vesseaux, dans le département de l'Ardèche en région Auvergne-Rhône-Alpes.

## Localisation
L'église est située sur la commune de Vesseaux, au niveau du bourg central, dans le département français de l'Ardèche.

## Historique
L'église  Saint-Pierre-aux-Liens, d'architecture romane, a été construite entre la fin du XIIe siècle  et le début du XIIIe siècle, sur les restes d'un prieuré édifié par les moines de la Chaise-Dieu. Au XIVe siècle une tour de défense est érigée contre l'église, le chœur et le transept sont restaurés. Deux chapelles latérales sont ajoutées aux XVe siècle et XVIe siècle. La tour-donjon est transformée en clocher.

## Description
Le porche roman (classé) date de l'époque médiévale. Il est d'influence languedocienne. Un tétramorphe datant de la même période est posé sur le tympan du porche. clocher qui date du XIXe siècle présente une flèche pyramidale en plein cintre à quatre pans et recouverte de tuiles de couleurs.

## Protection
L'église Saint-Pierre-aux-Liens fait l'objet d'une protection au titre des monuments historiques depuis 1937.